# Новостроевское муниципальное образование (Иркутская область)
Новостроевское муниципальное образование — муниципальное образование со статусом сельского поселения в 
Черемховском районе Иркутской области России. Административный центр — поселок Новостройка.

## Демография
По результатам Всероссийской переписи населения 2010 года 
численность населения муниципального образования составила 805 человек, в том числе 394 мужчины и 411 женщин.

## Населенные пункты
В состав муниципального образования входят населенные пункты
- Новостройка
- Городок
- Инга
- Чернушка 1-я
- Чернушка 2-я[2]